# Юбілейний (Краснокаменський район)
Юбіле́йний (рос. Юбилейный) — селище у складі Краснокаменського району Забайкальського краю, Росія. Адміністративний центр Юбілейнинського сільського поселення.

## Населення
Населення — 642 особи (2010; 774 у 2002).
Національний склад (станом на 2002 рік):
- росіяни — 95 %